# Abaris
Abaris var en Apollonpräst alternativt schaman från Skytien i den grekiska mytologin.
- Han flög med hjälp från Apollon från Skytien i Kaukasus till Grekland för att förhindra en pest.
- Han fick av Apollon en undergörande guldpil som gjorde honom osynlig, gav honom förmåga att flyga (att förflytta sig blixtsnabbt mellan olika platser) och genom vilken han kunde bota sjukdomar och ge orakelsvar.

Abaris gav senare pilen till Pythagoras.
Abaris är omnämnd av Herodotus och Pindaros,han hade tillnamnet Hyperboréen.